# Petényi Salamon János
Petényi Salamon János (Ábelfalva, Nógrád megye, 1799. július 30. – Pest, 1855. október 5.) magyar természettudós, zoológus, a magyar madártan és őslénytan megalapítója. Zoológiai szakmunkákban nevének rövidítése: „Petényi”.

## Életrajza
Apja, Petényi Gábor evangélikus lelkész, korának híres keletkutatója volt. Iskolai tanulmányait Losoncon, Besztercebányán, majd Selmecen végezte. Már ekkor gyűjtötte a madártojásokat, ásványokat és szorgalmasan tanulta a „füvészetet”. Apját követve lelkésznek készült, hittani tanulmányait Pozsonyban és Bécsben folytatta. Közben elsajátította a madárkitömés és preparálás mesterségét. Számos és fontos megfigyelésével gazdagította a zoológiát és komoly hírnevet szerzett magának.
A kor vezető tudósai Christian Ludwig Brehm és Johann Friedrich Naumann is hívta maga mellé dolgozni. Ő azonban inkább folytatta a saját maga által szervezett gyűjtőutakat. Egy ideig, hogy ott lehessen a természetben még erdőőrként is dolgozott a felvidéken. 1826-ban azonban Cinkotán lett lelkész, ahol rendszeresen tartott szlovák nyelvű istentiszteleteket.[forrás?] De földi teendője is akadt bőven, hiszen itt is tanulmányozta a vidék madarait, emlőseit. Az itt töltött hat év alatt Cinkota vidékének összes madarait és emlőseit tanulmányozta és leírta. 1833-ban állását feladta és Pestre költözött, hogy minden idejét a tudománynak szentelhesse. 1834-ben a Magyar Nemzeti Múzeum állattárának felügyelőjévé nevezték ki, de lelkészként is tevékenykedett. Rendezte a múzeum madártani anyagát, saját gyűjteményét is a múzeumnak adományozta.

## Munkássága
Madártani megfigyelések céljából az ország különböző részein tett utazásokat. 1824-ben a Duna mentét járta be egészen Pancsováig, 1826-ban Péteri és Bille (ma Mende része), 1827-ben Temesvár és Butyin, 1833-ban Pest és Apaj, 1834-ben Nógrád és Hont megye, 1835-ben a Bánság és a Fertő tó környéke, 1837-ben a Tátra, Eperjes, és Besztercebánya vidéke, 1838-ban Apaj, Adony, Ercsi, 1840-ben a Balaton, 1841-ben a téli Tisza, 1842-ben Besztercebánya, Turóc és Trencsén vármegye, 1844-ben Erdély volt kutatásainak színtere. Több madárfajt fedezett fel és írt le. Keresztúron több éven át figyelte tavasszal és télen a madarak vonulását. Jelentősek voltak halkutatásai is: 49 fajt, 3 alfajt határozott meg, és róla nevezte el a Petényi-márnát jó barátja és tanítómestere, Heckel Jakab. Hátrahagyott madártani jegyzeteit Csörgey Titusz dolgozta fel és jelentette meg 1904-ben.
1847-ben a beremendi Szőlő-hegy karszthasadékaiban végzett ásatásokat. Ezen munkájával kezdődött meg hazánkban a gerinces ősmaradványok tudományos tanulmányozása. A lelőhely teljes feltárására törekedett, s összefüggést keresett a kihalt és a ma élő állatok között. Felismerte, hogy a kihalt állatok legjobban hozzáférhető lelőhelyei a barlangok. 1854 júliusában a Bihar-hegység Fekete- és Sebes-Körös közti területének barlangjait kereste fel Kovács Jánossal. Ez volt hazánkban az első tudatos barlangkutató felfedező út, mely egy nagyobb terület barlangjainak a megismerésére irányult.
Leírta Magyarország madárvilágát, előkészítette Magyarország gerinces állatvilágának kézikönyvét. Összeállította a magyarországi ásatag (fosszilis) állatok maradványainak katalógusát és a magyar barlangok jegyzékét. Ez utóbbi elveszett, pedig valószínűleg ez az első hazai barlangkataszter.
A Magyar Tudományos Akadémia 1846-ban választotta tagjai sorába. Számos külföldi tudós társaság levelező és rendes tagja volt. Állatnevek alkotásával is foglalkozott, így írt a ma már földikutyának nevezett rágcsálóról:
Igen jeles a fogas vakony négy harapó, szembeszökő fogaira nézve is, melyek közt a két alsó olly tetemes, minőt a testnagysághoz aránylag más rágdálónál aligha találunk. Nagyságuk miatt nem fedetvén a keskeny ajkaktól, mindig félig kint állanak. S épen ezen szembetűnő bélyege miatt neveztem azt magyarúl fogas vakonynak
Petényi Salamon Felsőbesnyő környékéről írta le 1882-ben a házi egér egy elvadult alfaját a güzüegeret (Mus spicilegus). A güzüegér az egyetlen olyan emlős, amelyet először magyar kutató írt le tudományosan, felderítette miért kényszerül idegen fészekbe rakni tojásait a kakukk (Cuculus canorus). Balaton-felvidéken feljegyzett népi halnevei fordították később Herman Ottó figyelmét a halászat felé.
Tudós barátai biztatására belefogott, hogy feljegyzéseit összefoglalja és publikálja. Sajnos a Bach-korszak gátat emelt és a magyar nyelven megírt kéziratai nem jelentek meg nyomtatásban. Kézzel írott feljegyzései halála után javarészt eltűntek, például Herman Ottó egy utcai árusnál talált meg pár lapot belőle, melyet egyébként az eladó csomagolópapírnak használt.

## Művei
- Értekezés a madártan születése, serdülése és növekedése felől Magyarországon. Beszámoló a Magyar Orvosok és Természetvizsgálók 1843-ban tartott nagygyűlésén.
- Erdély állattan tekintetében. Pest, 1844
- A honi madártan új gyarapodásáról. Pest, 1845
- Bihar megye Sebes- és Fekete-Körös közti hegyláncolatain tett természettudományi utazásának rövid vázlata. Magyar Akadémiai Értesítő, XIV., 1854
- A vastagbőrűek és az orszarvúakról általában, a hornyolt szarutlanoczokról pedig különösen. Új Magyar Múzeum, 1854. 4.
- Kubinyi Ferenc: Petényi Salamon János hátrahagyott munkái. Pest, 1864
- Petényi Salamon János tanulmányaiból (PDF-formátumú dokumentumok). mek.oszk.hu. [2016. március 5-i dátummal az eredetiből archiválva]. (Hozzáférés: 2010. május 2.)